# Cami (chanteuse)
Pour les articles homonymes, voir Cami.
Cami, de son vrai nom Camila Anastasia Gallardo Montalva (née le 2 novembre 1996 à Viña del Mar), est une chanteuse chilienne. Elle se fait connaître lors de la première saison de l'émission de télévision The Voice Chile, où elle remporte la deuxième place de la compétition. Après sa participation à cette émission, elle signe avec Universal Music Latin et sort, en 2018, son premier album studio, Rosa, qui comprend notamment les singles Más de la mitad, Abrázame et Querida rosa. En 2020, elle sort son deuxième album, Monstruo, qui comprend des singles tels que Aquí estoy, Funeral et La despedida, entre autres. Son troisième album, Anastasia (2022), comprend des singles tels que Big Bang, Poca fe et Luna et El Peor, entre autres.
En 2023, elle commence à expérimenter de nouveaux styles musicaux, en présentant son EP Anna Vol.1 : Los Amantes, qui propose de la musique électronique et techno. Elle présente ce projet avec un documentaire enregistré dans le sud du Chili, plus précisément à Puerto Varas, avec cinq chansons inédites telles que Tócame et Ganadora.
Elle est nommée quatre fois aux Latin Grammy Awards, et une fois aux Grammy Awards.

## Biographie
Elle est l'aînée des quatre enfants de la chroniqueuse Karen Montalva (apparentée à Eduardo Frei Montalva) et d'Alex Gallardo.
Son intérêt pour la musique apparait à l'âge de 6 ans, son père l'encourageant à apprendre différents instruments. Avec une reprise de la chanson Gracias a la vida de Violeta Parra, que son père a enregistrée et téléchargée sur YouTube, la jeune chanteuse commence à se transcender dans les réseaux sociaux.
En 2015, elle participe à la première version de l'émission de talent The Voice en version chilienne, diffusée par Canal 13, où elle gagne le cœur de milliers de téléspectateurs grâce à sa voix puissante. Luis Arellano est son manager et conseiller en image. En Espagne, elle travaille aux côtés de la manager Rosa Lagarrigue.
Camila Gallardo participe au cinquième épisode de The Voice Chile. Le 14 juin, l'épisode des auditions à l'aveugle est diffusé, où la chanteusa interprète la chanson The Story de la chanteuse américaine Brandi Carlile. Il ne lui faut que 20 secondes pour convaincre et captiver le jury (Luis Fonsi, Franco Simone, Nicole et Álvaro López) ; elle choisit alors Fonsi comme coach. Camila franchit les étapes de la bataille, de l'élimination directe et du direct, pour finalement atteindre la demi-finale et la finale, où elle a mérité la deuxième place, seulement derrière le chanteur Luis Pedraza.

## Distinctions

### Billboard
| Année | Travail nommé | Catégorie                                                          | Résultat | Réf.  |
| ----- | ------------- | ------------------------------------------------------------------ | -------- | ----- |
| 2019  | Ella misma    | Artista Femenina en Crecimiento Iberoamérica (Billboard Argentina) | Lauréat  | [ 6 ] |
| 2020  | Monstruo      | Sélection des 25 meilleurs albums latinos                          | Lauréat  | [ 7 ] |

### Grammy Awards
| Année | Travail nommé | Catégorie                                            | Résultat   | Réf.  |
| ----- | ------------- | ---------------------------------------------------- | ---------- | ----- |
| 2021  | Monstruo      | Meilleur album de musique alternative ou rock latino | Nomination | [ 8 ] |

### Grammy Latin Awards
| Année | Travail nommé | Catégorie                                   | Résultat   | Réf.   |
| ----- | ------------- | ------------------------------------------- | ---------- | ------ |
| 2019  | Ella misma    | Meilleure nouvelle artiste                  | Nomination | [ 9 ]  |
| 2019  | Rosa          | Meilleur album de pop vocale traditionnelle | Nomination | [ 9 ]  |
| 2022  | MÍA           | Meilleur clip corta                         | Nomination | [ 10 ] |

### Festival Internacional de la Canción de Viña del Mar
| Année | Travail nommé | Catégorie          | Résultat | Réf.   |
| ----- | ------------- | ------------------ | -------- | ------ |
| 2019  | Ella misma    | Gaviota de Plata   | Lauréat  | [ 11 ] |
| 2019  | Ella misma    | Gaviota de Oro     | Lauréat  | [ 11 ] |
| 2019  | Ella misma    | Reina del monstruo | Lauréat  | [ 12 ] |

### Heat Latin Music Awards
| Année | Travail nommé | Catégorie         | Résultat   | Réf.   |
| ----- | ------------- | ----------------- | ---------- | ------ |
| 2020  | Ella misma    | Promesse musicale | Nomination | [ 13 ] |

### Premios Pulsar
| Année | Travail nommé  | Catégorie                           | Résultat   | Réf.   |
| ----- | -------------- | ----------------------------------- | ---------- | ------ |
| 2018  | Abrázame       | Chanson de l'année                  | Nomination | [ 14 ] |
| 2019  | Ella misma     | Meilleure artiste pop               | Lauréat    | ,      |
| 2019  | Ella misma     | Artiste de l'année                  | Nomination | ,      |
| 2019  | Rosa           | Artiste de l'année                  | Nomination | ,      |
| 2020  | Ella misma     | Artiste de l'année                  | Lauréat    | [ 17 ] |
| 2020  | Ella misma     | Meilleure artiste pop               | Nomination | [ 17 ] |
| 2020  | Aquí estoy     | Chanson de l'année                  | Lauréat    | [ 17 ] |
| 2020  | Monstruo Pt. 1 | Album de l'année                    | Nomination | [ 17 ] |
| 2021  | Aquí estoy     | Chanson la plus diffusée à la radio | Lauréat    | [ 18 ] |

### Premios Musa
| Année | Travail nommé      | Catégorie              | Résultat   | Réf.   |
| ----- | ------------------ | ---------------------- | ---------- | ------ |
| 2020  | Funeral (avec Wos) | Chanson de l'année     | Nomination | [ 19 ] |
| 2020  | Monstruo           | Disque de l'année      | Lauréat    | [ 19 ] |
| 2020  | Ella misma         | Artista pop del año    | Nomination | [ 19 ] |
| 2021  | Luna               | Chanson de l'année     | Nomination | [ 20 ] |
| 2021  | Luna               | Clip de l'année        | Nomination | [ 20 ] |
| 2022  | Ella misma         | Artiste pop de l'année | Nomination | [ 21 ] |
| 2022  | MÍA                | Clip de l'année        | Nomination | [ 21 ] |
| 2022  | Anastasia          | Album de l'année       | Nomination | [ 21 ] |
| 2022  | Poca Fe            | Chanson de l'année     | Nomination | [ 21 ] |

### Pepsi Music Awards
| Année | Travail nommé                    | Catégorie           | Résultat   | Réf.   |
| ----- | -------------------------------- | ------------------- | ---------- | ------ |
| 2020  | Un millón como tú (avec Lasso)   | Tema del año        | Lauréat    | [ 22 ] |
| 2020  | Un millón como tú (avec Lasso)   | Clip de l'année     | Nomination | [ 22 ] |
| 2020  | Un millón como tú (avec Lasso)   | Chanson de l'année  | Lauréat    | [ 22 ] |
| 2021  | Odio que no te odio (avec Lasso) | Chanson de l'année  | Nomination | [ 23 ] |
| 2021  | Odio que no te odio (avec Lasso) | Clip de l'année     | Nomination | [ 23 ] |
| 2021  | Odio que no te odio (avec Lasso) | Chanson de l'année  | Nomination | [ 23 ] |
| 2021  | Odio que no te odio (avec Lasso) | Clip pop de l'année | Nomination | [ 23 ] |

### Premios Copihue de Oro
| Année | Travail nommé | Catégorie                           | Résultat   | Réf.   |
| ----- | ------------- | ----------------------------------- | ---------- | ------ |
| 2018  | Ella misma    | Grupo o cantante popular o tropical | Nomination | [ 24 ] |
| 2023  | Ella misma    | Artista pop                         | Nomination | [ 25 ] |

### Carolina Awards
| Année | Travail nommé | Catégorie                     | Résultat | Réf.   |
| ----- | ------------- | ----------------------------- | -------- | ------ |
| 2019  | Ella misma    | Artista femenina de la década | Lauréat  | [ 26 ] |

### FM Dos Awards
| Année | Travail nommé  | Catégorie                    | Résultat | Réf.   |
| ----- | -------------- | ---------------------------- | -------- | ------ |
| 2019  | Monstruo Pt. 1 | Disque de l'année            | Lauréat  | [ 27 ] |
| 2019  | Monstruo Tour  | Concert de l'année           | Lauréat  | [ 27 ] |
| 2019  | Ella misma     | Artiste de l'année           | Lauréat  | [ 27 ] |
| 2019  | Ella misma     | Meilleure de l'année         | Lauréat  | [ 27 ] |
| 2020  | Ella misma     | Artiste nationale de l'année | Lauréat  | [ 28 ] |

### Giga Awards
| Année | Travail nommé | Catégorie         | Résultat   | Réf.   |
| ----- | ------------- | ----------------- | ---------- | ------ |
| 2019  | Ella misma    | Phénomène musical | Nomination | [ 29 ] |

### Romántica Challenge
| Année | Travail nommé                    | Catégorie          | Résultat | Réf. |
| ----- | -------------------------------- | ------------------ | -------- | ---- |
| 2020  | Odio que no te odio (avec Lasso) | Chanson de l'année | Lauréat  |      |